# Рогова обманка базальтична
Рогова обманка базальтична — різноманітні амфіболи в підгрупі кальцієвих амфіболів (тобто рогообманки у петрологічному розумінні), в яких Fe2+ окислюється, а OH- замінюється на O2-. Ця назва була відхилена підкомітетом IMA з амфіболів. В більшості випадків це феро-горнбленд.

## Загальний опис
Хімічна формула: Ca2(Na, K)0,5-1,0(Mg, Fe2+)3-4(Fe3+, Al)2-1[(O, OH, F)2|Al2Si6O22].
Склад у % (з порід родовища Дурбах, ФРН): Na2O — 0,37; K2O — 0,38; CaO — 12,08; MgO — 16,01; FeO — 7,46; Fe2O3 — 5,06; Al2O3 — 1,50; SiO2 — 54,89; H2O — 2,72.
Сингонія моноклінна, призматичний вид.
Кристали довгопризматичні.
Спайність ясна.
Густина 3,2-3,5.
Твердість 5,5-6,5.
Колір темно-бурий. Як правило, частково або повністю окиснена.
Зустрічається у ефузивних магматичних гірських породах. (A. G. Werner, 1792).
Синоніми — гексаболіт, лампроболіт, рогова обманка окиснена, синтагматит.